# Palais Carafa di Nocera
Le palais Carafa di Nocera (ou Palazzo Falanga e Montuori) est un palais monumental du centre de Naples situé via Medina. 

## Histoire et description
Il fut érigé au début du XVIe siècle sur ordre de Ferdinando II Carafa, duc de Nocera, qui confia le projet à l'un des plus importants architectes de la ville: Gabriele d'Agnolo. 
À la fin du XVIIe siècle, il passa à la famille Costanzo et, après une période de négligence en 1806 avec l'avènement des Français, devint le siège de la préfecture de police; c'était jusqu'à l'achèvement du Palais San Giacomo, le nouveau siège des ministères d'État. 
Il a ensuite été acheté par les familles des commerçants Falanga et Montuori, qui ont confié la restauration à l'architecte De Leva, qui a annulé les caractéristiques Renaissance du bâtiment. 
La façade du bâtiment comporte cinq étages et une élévation de la fin du XIXe siècle, dans la cour se trouve un précieux escalier décoré.